# 今西紘史
今西 紘史（いまにし ひろし、1940年8月13日 - ）は日本の実業家。任天堂の元取締役。

## 概要
同志社大学法学部卒業後、1963年に任天堂に入社する。経理、企画など、様々な部署を経験する。『ウルトラハンド』を生み出した横井軍平のために開発課を発足させた際、今西が経理関係を担当した。
1975年5月総務部長に就任。1994年6月、広報室長に就任。強面の顔をした広報室長として知られ、任天堂のスポークスマンとして活躍する。同社の取締役も務めた。
2002年5月、取締役を退き、顧問に就任。